# Katherine Boecher
Katherine Camille „Pippi“ Boecher (* 10. August 1981 in Beaumont, Jefferson County, Texas) ist eine US-amerikanische Schauspielerin.

## Leben
Boecher wurde am 10. August 1981 im texanischen Beaumont geboren. Seit dem 15. Juli 2006 ist sie mit dem Schauspieler Lukas Behnken verheiratet. Sie ist Mutter zweier Kinder.
Sie debütierte 2000 als Schauspielerin in der Fernsehserie That’s Life. Es folgten weitere Episodenrollen unter anderem in den Fernsehserien Undressed – Wer mit wem?, Emergency Room – Die Notaufnahme und Malcolm mittendrin. 2002 spielte sie in den Filmen Not a Girl, Shop Club und Scream at the Sound of the Beep. Bis einschließlich 2007 wurde sie in den Credits als Pippi B. oder Pippi Boecher geführt. 2008 verkörperte sie die Rolle der Clara im Film The Last Word. Einem breiten Publikum wurde sie 2009 durch ihre Rolle der Lilith in der Fernsehserie Supernatural bekannt. 2010 war sie in Spy Daddy in der größeren Rolle der Creel zu sehen. 2011 wirkte sie im Videospiel L.A. Noire mit.

## Filmografie (Auswahl)
- 2000: That’s Life (Fernsehserie, Episode 1x02)
- 2001: Undressed – Wer mit wem? ((MTV's) Undressed, Fernsehserie, Episode 4x01)
- 2001: Emergency Room – Die Notaufnahme (ER, Fernsehserie, Episode 8x03)
- 2002: Malcolm mittendrin (Malcolm in the Middle, Fernsehserie, Episode 3x09)
- 2002: Not a Girl (Crossroads)
- 2002: Shop Club
- 2002: Scream at the Sound of the Beep
- 2003: Special (Kurzfilm)
- 2003: CSI: Vegas (CSI: Crime Scene Investigation, Fernsehserie, Episode 3x18)
- 2003: The Tracy Morgan Show (Fernsehserie, Episode 1x03)
- 2003: Trash (Fernsehfilm)
- 2004: Just Hustle
- 2005: CSI: NY (Fernsehserie, Episode 2x01)
- 2005: ShadowBox
- 2007: DarkPlace
- 2007: Throwing Stars
- 2007: Mad Men (Fernsehserie, Episode 1x13)
- 2008: The Last Word
- 2008: The Closer (Fernsehserie, Episode 4x08)
- 2009: The Crooked Eye (Kurzfilm)
- 2009: Heroes (Fernsehserie, Episode 3x22)
- 2009: Supernatural (Fernsehserie, 2 Episoden)
- 2009: The Chronicles of Holly-Weird (Kurzfilm)
- 2009: Twice as Dead
- 2009: The Patient (Kurzfilm)
- 2010: Spy Daddy (The Spy Next Door)
- 2010: Past Life (Fernsehserie, Episode 1x03)
- 2011: L.A. Noire (Computerspiel)
- 2011: Post
- 2012: Perception (Fernsehserie, Episode 1x02)
- 2013: Salon Babe (Kurzfilm)
- 2015: Jane the Virgin (Fernsehserie, 2 Episoden)
- 2016: Rosewood (Fernsehserie, Episode 1x18)
- 2018: No More Mr Nice Guy
- 2018: Lucifer (Fernsehserie, Episode 3x20)